# خطمي منقعي
خِطْمِيّ منقعي نوع من الخطمي من النباتات المزهرة في عائلة الخبازية. إنه نبات معمر منقعي شديد التحمل للبرد ويمكن أن ينمو في مستعمرات كبيرة. الأوراق كثيفة الشكل متغيرة الشكل، ولكنها عادة ما تكون ذات شكل دالي الشكل مع ما يصل إلى ثلاثة فصوص. توجد في الأراضي الرطبة وعلى طول الأنظمة النهرية في شرق الولايات المتحدة من تكساس إلى الولايات الأطلسية، وتمتد أراضيها شمالًا إلى جنوب أونتاريو .

## معرض الصور

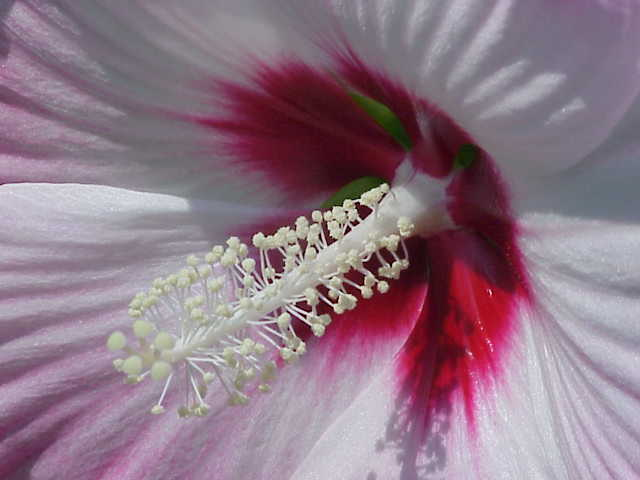
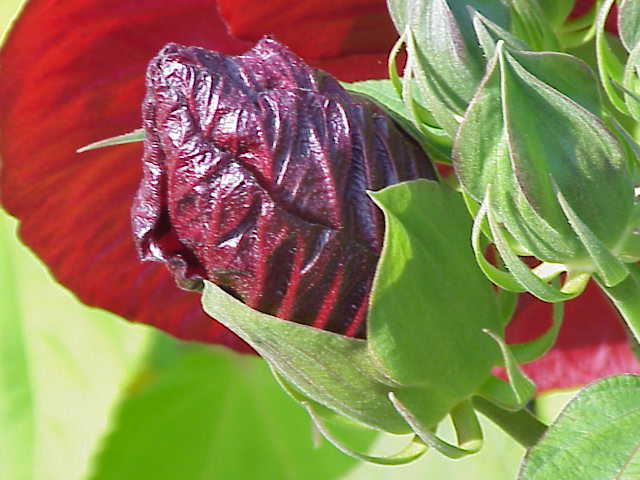
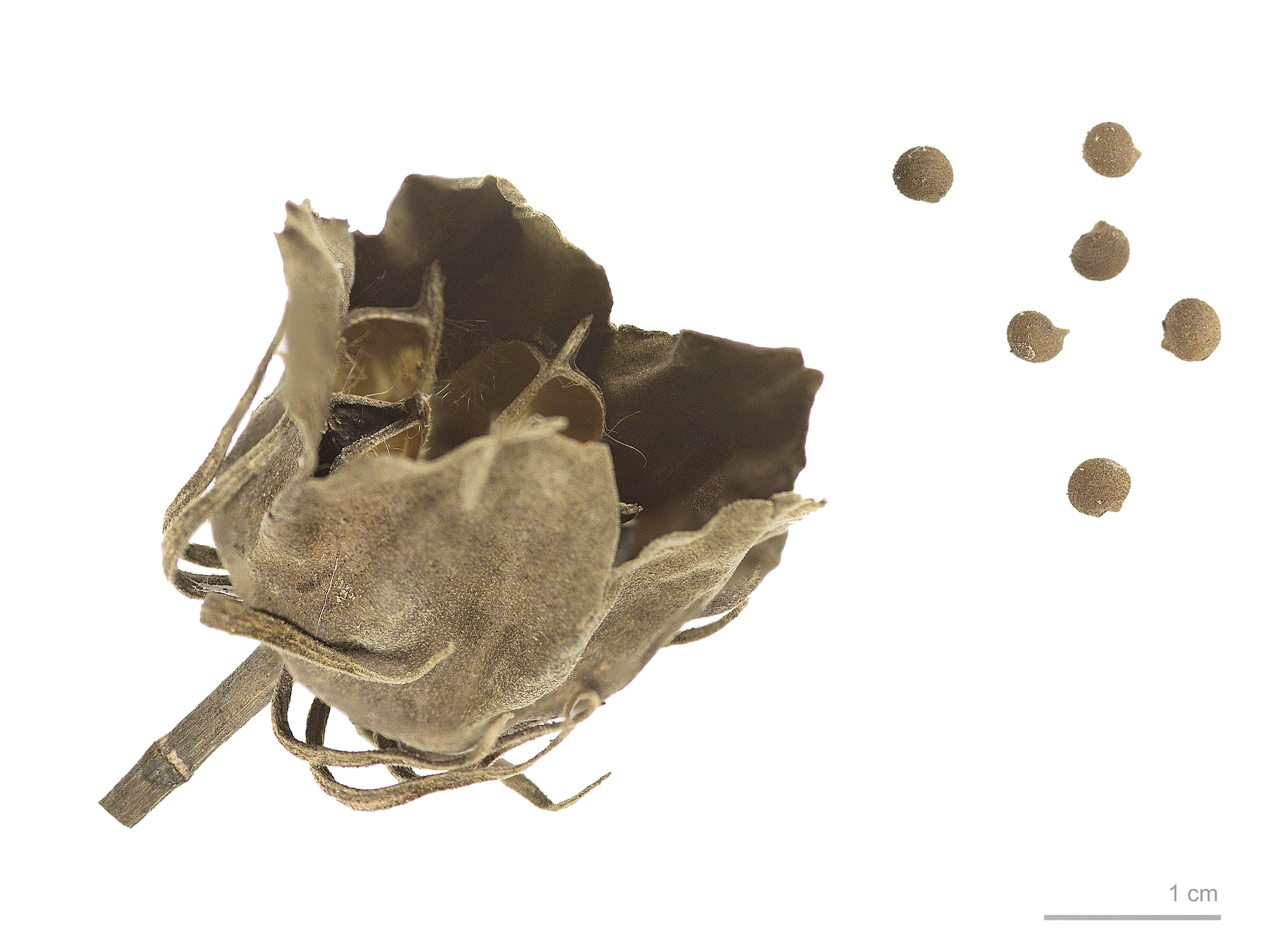
ثمار وبذور
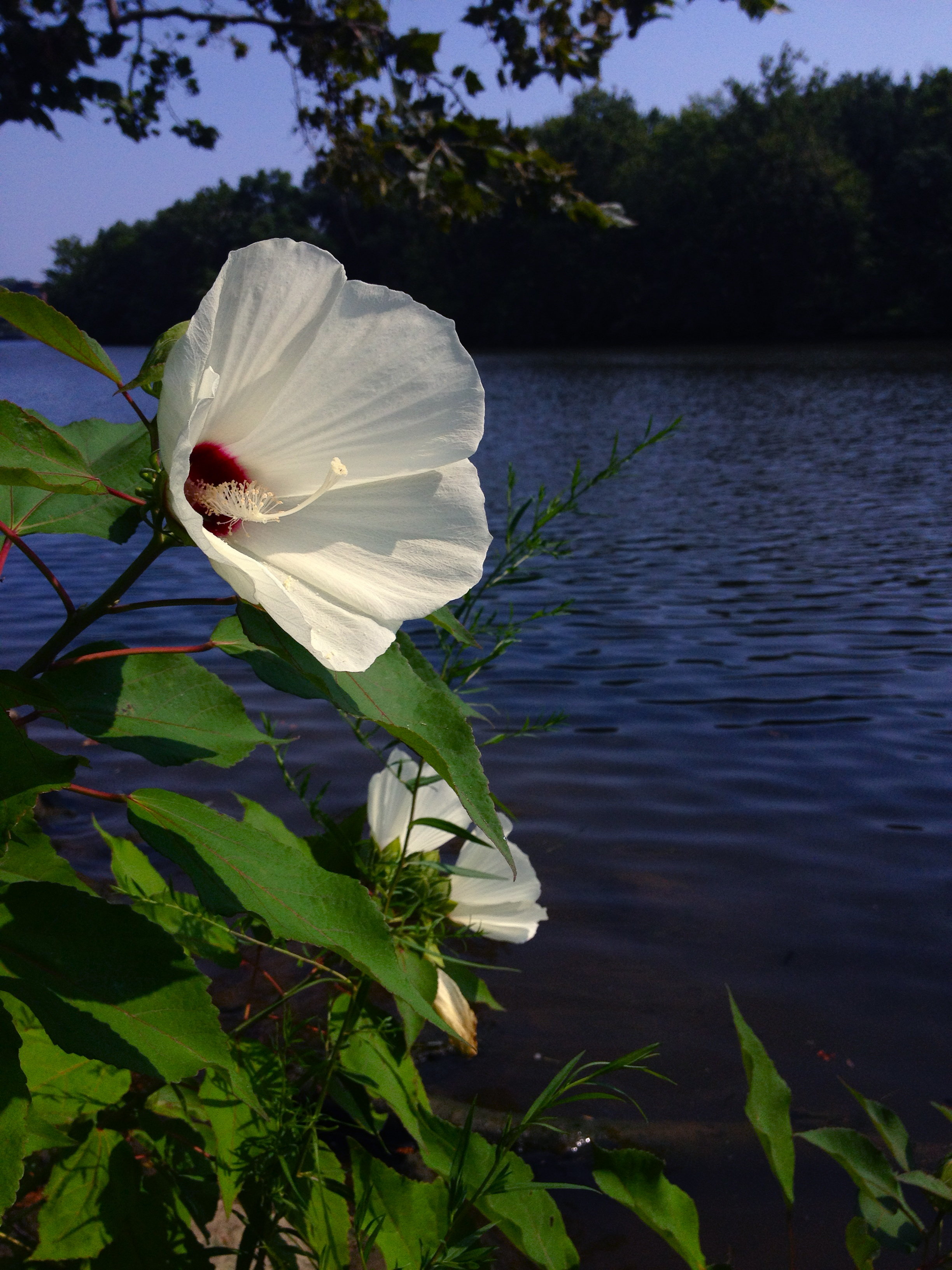
الزهرة البيضاء
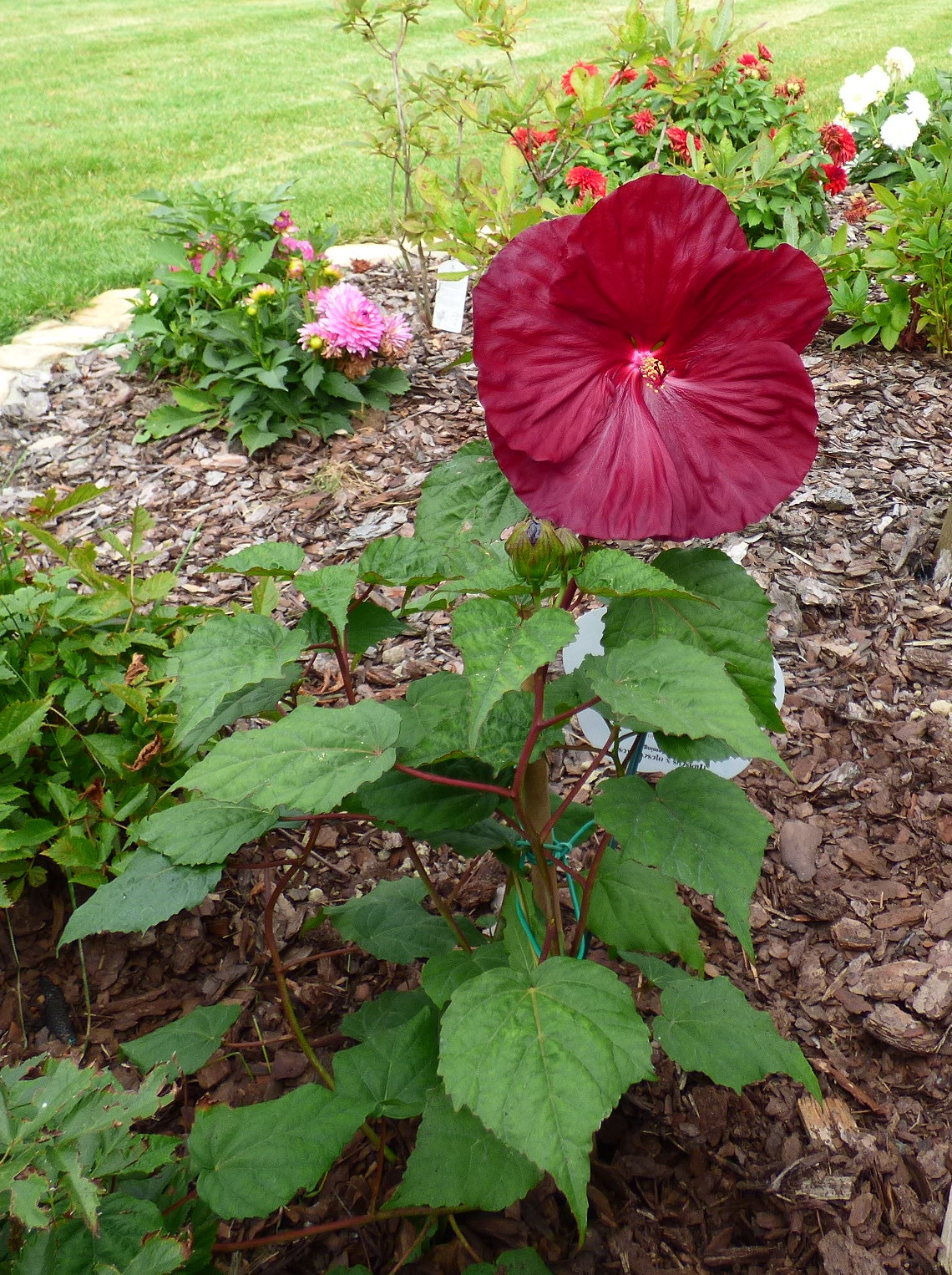